# Вовк, Василий Васильевич
Василий Васильевич Вовк (род. 29 июня 1959 года, село Руданское, Шаргородский район, Винницкая область) — украинский чиновник и член партии[прояснить], руководитель Главного следственного управления Службы безопасности Украины (с 27 марта 2014). Выпускник школы КГБ СССР (Московская Высшая Краснознамённая школа КГБ СССР). Генерал-майор. Заслуженный юрист Украины. Член политсовета партии «Справедливость».

## Биография
Василий Васильевич родился 29 июня 1959 года в селе Руданское, Шаргородский район, Винницкая область в семье колхозников. Служил во внутренних войсках по обслуживанию судебно-следственных органов в Поволжье. Сначала работал на заводе (Винницкий радиоламповый), а затем решил поступить в школу КГБ СССР. Первый экзамен провалил. Со второго раза поступил на следственный факультет Московской Высшей Краснознамённой школы КГБ СССР. После этого из Москвы поехал в Винницу.
Затем работал на таможне.
Возглавлял Главное следственное управление СБУ при президенте Викторе Ющенко, но его уволили в 2010 году. Потом, после Евромайдана, с 27 марта 2014 занял этот пост опять.
Получил орден Богдана Хмельницкого за расследование дела о геноциде украинского народа в 1932—1933 годах. По его мнению в геноциде оказались виноваты двое евреев (Каганович и Хатаевич).
До 2004 года занимался тайными делами в Виннице и за это время он успел собрать немало темной информации о всех местных чиновниках из Винницы. В 2004 году переехал в Киев.
В 2011 году в Академии МВД Украины защитил степень кандидата юридических наук.
Одновременно вступил в движение Валентина Наливайченко «Справедливость», где входит в политсовет, а также является спикером по вопросам силового блока, координатор по социальным вопросам.
24 июня 2015 года Народный депутат Верховной Рады Украины VIII созыва Вадим Рабинович рассказал о коррупционных схемах Вовка и предоставил многочисленные доказательства, которые передал СБУ.
В День Победы 2017 года Вовк заявил: 

Украиной должны управлять украинцы, а не всякие жиды, которые достали уже украинский народ
Впоследствии, после перепалки в личных сообщениях с украинским политиком и адвокатом Константином Бедовым, генерал удалил своё сообщение, но не только не извинился, а пообещал уничтожать евреев и подтвердил это заявление. Данные слова нарушают статью 161 Уголовного кодекса Украины «Нарушение равноправия граждан в зависимости от их расовой, национальной принадлежности или отношения к религии» по которой полагается ограничение свободы на срок до пяти лет. В частности, Вовк призвал к физическому уничтожению (убийству) Народного депутата Верховной Рады Украины VIII созыва от партии «Оппозиционный блок», кандидата в Президенты Украины на выборах 2014 года, президента Всеукраинского еврейского конгресса Вадима Рабиновича, добавив:

Всё я имею против евреев. Украина имеет против евреев. Вы не украинцы и вас я буду уничтожать вместе с Рабиновичем. Ещё раз говорю — пошли вы нахрен, жиды, достали уже украинский народ
Открытый призыв к убийству не просто из уст высокопоставленного генерала Службы безопасности Украины, а руководителя Главного следственного управления Службы безопасности Украины вызвал большой резонанс. Как отметил директор Украинского еврейского комитета Эдуард Долинский: 

Я считаю, что угроза физического уничтожения в адрес евреев из уст генерала СБУ — достаточное основание для СБУ Генпрокуратуры, чтобы обратить на это внимание
Антисемитские призывы к уничтожению евреев возмутили и официальный Израиль, так в частности Посольство Украины в Тель-Авиве заявило, что оно «сожалеет о том, что генерал Службы безопасности Украины оставил очень провокационный пост антисемитского характера на своей странице в Facebook». Украинское правосудие и правительство Порошенко никак не отреагировало на ксенофобские высказывания высокопоставленного члена СБУ. Кроме этого нота протеста поступила и из США, где Антидиффамационная лига, международная правозащитная организация, обратилась к президенту Украины Петру Порошенко с призывом уволить антисемитского генерала СБУ Василия Вовка. В частности организация отметила: «Украинские власти не должны проявлять толерантность к вопиющим антисемитским заявлениям и угрозам насилия со стороны генерала Вовка».
Спустя неделю после призывов к смерти и международного скандала украинские власти никак не отреагиовали, утверждает адвокат Константин Бедовой. После продолжения игнорирования украинскими властями угрозы уничтожения евреев по национальному признаку к Украине обратился и американский Центр Симона Визенталя, который призвал правительство Украины принять правовые меры в отношении Василия Вовка. Бездействие украинских властей против генерала-антисемита отметило и израильское издание The Jerusalem Post, которое тоже призвало правительство Украины принять меры.